# Head Down
Head Down is een nummer van de Belgische dj Lost Frequencies en de Britse band Bastille uit 2023. Het is de zesde en laatste single van All Stand Together, het derde studioalbum van Lost Frequencies.

## Achtergrondinformatie
Lost Frequencies en Bastille lieten in een gezamenlijke verklaring weten dat het nummer "het geluid samenbrengt van zowel Lost Frequencies' kenmerkende melodieuze en hartverscheurende dansmuziek als de precieze songwriting van Bastille". Ze voegden daaraan toe dat het nummer gaat over "het omarmen van het nu en om niet zo streng voor jezelf te zijn – een aangrijpende boodschap om het nieuwe jaar mee te beginnen". Ook gaat het nummer over de moed en de kracht vinden om na een mindere tijd weer verder te gaan in je leven, aan de hand van een vriend of vriendin.
"Head Down" werd vooral in de Benelux een hit. Het nummer bereikte de 12e positie in de Vlaamse Ultratop 50. Bij de noorderburen was het nog succesvoller en bereikte het de 10e positie in de Nederlandse Top 40.

## Tracklijst
Muziekdownload
1. "Head Down" - 2:53